# Чорна металургія Бангладеш
Чорна металургія Бангладеш — галузь обробної промисловості Бангладеш. Основу галузі становить виплавка сталі з металобрухту, що переважно є імпортним, у електропечах. Для галузі характерним є значне зростання виробництва у період з 2010 по 2019 роки  — виплавка сталі за цей період зросла у 2,68 рази і у 2019 році становила 5100 тис. т. За обсягами виплавки сталі Бангладеш посідає 11 місце в Азії. Продукція галузі постачається переважно на внутрішній ринок. Незважаючи на значне зростання виробництва чорних металів у 2-му десятилітті 21 століття, Бангладеш залишається країною з одним з найнижчих у світі показників з виробництва і споживання сталі на душу населення.:6

## Історія
За археологічними даними, початок залізної доби на території Бангладеш припадає приблизно на середину I тис. до н. е.
На місці розкопок Варі-Батешвор (округ Нарсінгді), одного з найдавніших урбаністичних місць в історії Бангладеш, розташованого за 30 км від столиці країни — міста Дака, знайдено свідоцтва того, що тут було розвинене виробництво заліза.
Численні археологічні розкопки у Бангладеш виявили свідоцтва культури північної чорної лощеної кераміки, відомої на Індійському субконтиненті, що була культурою залізної доби, що розвилася приблизно з 700 року до н. е. і досягла піку у розвитку біля 500—300 років до н. е. На території Бангладеш до цієї культури відносяться 2 місця — Варі-Батешвар і Магастгангар.
У 1700-х роках місто Дака з населенням біля 1 млн людей було одним з найбагатших у світі. Звідци в той час разом з іншими товарами експортувалася також і сталь.
У 2-й половині 20 століття в країні був металургійний завод (потужністю 150 тис. т сталі на рік) у Читтагонзі. Чорні метали у 20 столітті переважно імпортувалися.

## Сировинна база
У 2019 році в селі Ісабпур упазіли Хакімпур регіону Рангпур, розташованому на півночі країни, вперше в Бангладеш було відкрито поклади магнетитових руд. На глибині 1330 футів було виявлено поклади магнетитової залізної руди потужністю 400 футів, що пролягає на площі 6 — 10 км2. Руда містить до 60 % заліза. Тут також є поклади міді, нікелю, хрому і вапняку на глибині 1150 футів. Перші геологічні роботи і виявлення мінеральних речовин у регіоні було проведено у 2013 році у Мушідпурі, приблизно за 3 км від села Ісабпур. Припускається, що поклади є значними і видобуток залізної руди тут може бути рентабельним. Разом з тим, необхідні подальші дослідження.

## Сучасний стан
У Бангладеш немає металургійних заводів з повним металургійним циклом. :2 Вся сталь в країні виплавляється з металобрухту у електродугових і індукційних печах.:2 Металобрухт є переважно імпортним. Він надходить зокрема з Ситакунда, де працюють фірми з розбору морських суден — звідти забеспечується 35 — 40 % попиту на металобрухт. У Ситакунді розбирають на металобрухт до 300 суден на рік. У зв'язку з розширенням виробництва сталі попит на металобрухт в країні невпинно зростає.:9 В той же час компанія «PHP Steels» планує будівництво першого в країні металургійного заводу з повним металургійним циклом — доменною піччю для виробництва чавуну з залізної руди й кисневими конвертерами для переробки чавуну на сталь.:5 Чорна металургія стає одним з основних промислових секторів країни. Вона складається переважно з невеличких і середніх металургійних підприємств. Є лише кілька відносно великих металургійних заводів. У 2019 році в країні налічувалося до 300 підприємств чорної металургії, в тому числі 150 прокатних станів. :2 У 2019 році загальна потужність підприємств чорної металургії країни становила 8 млн т сортового прокату на рік, в той же час попит становив 5,5 млн т.:4 Крім того, є потужності для виробництва 1 млн т холоднокатанної листової сталі і 0,4 млн т листа з полімерним покриттям.:4 У 2019 році потужності заводів країни становили 6 млн т сталевої заготовки, в той час як у 2014 році потужності з виробництва заготовок становили лише 1 млн т. У 2019 році 35 заводів виготовляли сталеву заготівку,:7 з них лише на 3 компанії — BSRM Group, Abul Khair Steel Melting Ltd. і GPH Ispat Limited — припадало виробництво до 5 млн т заготівки на рік.:8 Наразі (2022) у Бангладеш налічується 9 виробників листового прокату. Більшість з них базуються у Читтагонзі.:5
Збут продукції на внутрішньому ринку залежить від сезонів року. У сезон дощів він знижується, взимку — зростає. Загалом потужності галузі завантажені в середньому на 70 — 75 %.:3
| Вид продукції | 2010 | 2013 | 2014 | 2015 | 2017 | 2018 | 2019 |
| ------------- | ---- | ---- | ---- | ---- | ---- | ---- | ---- |
| Залізні руди  |      |      |      |      |      |      |      |
| Сталь         | 1900 | 1900 | 2800 | 3500 | 3500 | 3800 | 5100 |

|         | 2010 | 2013 | 2014 | 2015 | 2017 | 2018 | 2019 |
| ------- | ---- | ---- | ---- | ---- | ---- | ---- | ---- |
| Експорт | 12   | 26   | 18   | 5    | 6    | 6    | 5    |
| Імпорт  | 1834 | 2468 | 2720 | 4030 | 2673 | 3140 | 3040 |

Експорт готової продукції чорної металургії є невеликим. Продукція чорної металургії експортується переважно до Африки.:9
На початку 21 століття чорна металургія Бангладеш характеризується значним зростанням виробництва. Однак, Бангладеш залишається країною з одним з найнижчих у світі показників з виробництва і споживання сталі на душу населення. Так, за даними Всесвітньої асоціації виробників сталі, у 2018 році середнє споживання сталі на душу населення в світі становило 224,5 кг, в той час як у Бангладеш воно становило лише 45 кг. Це може бути показником того, що для галузі є багато перспектив для подальшого зросту.:6

## Компанії і підприємства чорної металургії
В країні працюють кілька компаній чорної металургії. Серед них GPH Ispat, RRM (The Rani Re-rolling Mills LTD, Kabir Steel Re-rolling Mills, AKS, Anwar ISpat, HKG Steel Mills Ltd., Rahim Steel Mills LTD, Seema Steel Re-Rolling Mills LTD, Bashundhara Steels та інші.
3 компанії — BSRM, Abul Khair Steel (AKS) і KSRM — довгий час залишалися домінуючими на ринку сталі і контролювали понад 50 % ринку сталі, однак їхнє домінування скорочується у 2020-х роках зі зростанням менших компаній. :4

### «BSRM»
14°34′37.6″ пн. ш. 90°31′22.5″ зх. д. / 14.577111° пн. ш. 90.522917° зх. д.
Металургійна холдінгова компанія «BSRM» (Bangladesh Steel Re-Rolling Mills Ltd. — Бангладешський сталепрокатний завод, бенг. বিএসআরএম স্টিলস লিমিটেড) була заснована у 1952 році п'ятьма індійськими підприємцями, вона є найстарішим підприємством галузі в країні. Тоді це була Східна Бенгалія. Розташований у місті Читтагонг. Довгий час це була найбільша в країні компанія з виробництва прокату для будівельної галузі. Випускає плаский і фасонний металопрокат, сталеві труби, побутові товари. Починала свій шлях з 4 ручних прокатних станів, які у 1970 році були замінені сучасними прокатними станами італійського виробництва. У 1996 році компанія ввела до ладу завод з лиття заготовок під назвою «Meghna Engineering Works Limited». У липні 2002 року група «BSRM» заснувала компанію «BSRM Steels Ltd» для будівництва прокатного міні-заводу виробництва італійської фірми «Даніелі». Завод будувався протягом 2005—2008 років біля Читтагонга. Став до ладу у 2008 році, продуктивність 375 тис. т прокату на рік. Станом на 2019 рік холдінгова компанія «BSRM» зберегла за собою 45 % акцій компанії «BSRM Steels Ltd». У «BSRM» є дочірня компанія у Гонконзі «BSRM (Hong Kong) Limited».
Компанія станом на 2019 рік була лідером з виробництва сталевої заготівки для прокатного виробництва.:8 Компанія наразі перебуває на другому місці за виробництвом круглого прокату, маючи виробничі потужності для виробництва 1,24 млн т круглого прокату на рік.:4

### Abul Khair Steel
Металургійна компанія «Абул Хаїр Стіл» (Abul Khair Steel) входить до складу групи компаній «Абул Хаїр Груп», що була заснована підприємцем Абул Хаїром у 1953 році як будівельна компанія. З 1993 року виробляла оцинкований гофрирований лист. З 2009 року вона є лідером в країні з виробництва будівельної арматури. До 2015 року для прокатного виробництва компанія імпортувала заготівку з таких країн як Південна Корея, Туреччина, Україна й Малайзія. З 2015 року на заводі компанії у Шиталпурі (Читтагонг) стали до ладу 2 потужних електродугових печі італійської фірми «Даніелі», що дозволило компанії мати власне сталеплавильне виробництво і розпочати власне виробництво сталевої заготівки. Металургійний завод компанії у Шиталпурі з виробництвом 1,8 млн т на рік сталевої заготвіки і 1,4 млн т круглого прокату наразі (2022) є найбільшим в країні у цьому секторі виробництва. Виробничі потужності використовуються на 80 %. :4 Компанія також є лідером у виробництві листопрокату.:5

### Kabir Steel Rolling Mills Ltd.
Металургійна компанія «Kabir Steel Rolling Mills Ltd» (KRSM) є 3-ю компаныэю країни за обсягами виробництва. У 2-му десятилітті 21 століття вона збільшила свої потужност з 0,45 млн т до 0,8 млн т.:5

## Виноски
1. 1 2 3 4   Steel Statistical Yearbook 2020 concise version (PDF). World Steel Association. 2020. Процитовано 12 червня 2022. (англ.)
2. 1 2 3 4 5 6 7 8 9 10 11 12 13 14 15 16 17 18 19 20   Bangladesh Steel Industry: A Comprehensive Review. EBL Securities Limited. 26 грудня 2019. Процитовано 12 червня 2022. (англ.)
3. ↑   Willem van Schendel (12 February 2009). A History of Bangladesh. Cambridge University Press. p. 15. ISBN 9780511997419.
4. ↑   https://www.ncbi.nlm.nih.gov/pmc/articles/PMC6962288 Mizanur Rahman and others. Agricultural systems in Bangladesh: the first archaeobotanical results from Early Historic Wari-Bateshwar and Early Medieval Vikrampura. // January 2020 Archaeological and Anthropological Sciences 12(1) Online ISSN: 1866-9565 також https://www.researchgate.net/publication/338597945_Agricultural_systems_in_Bangladesh_the_first_archaeobotanical_results_from_Early_Historic_Wari-Bateshwar_and_Early_Medieval_Vikrampura
5. ↑   Hissam Khandker. Which India is claiming to have been colonised?. The Daily Star. Jul 31, 2015. (англ.)
6. ↑   Народная Республика Бангладеш. // Большая советская энциклопедия : в 30 т. / главн. ред. А. М. Прохоров. — 3-е изд. — М. : «Советская энциклопедия», 1969—1978. (рос.)
7. ↑   Bangladesh discovers first magnetite iron mine in Dinajpur. The Daily Star. 19 червня 2019. Процитовано 12 червня 2022. (англ.) (англ.)
8. ↑   Discovery of magnetic iron ore reserve in Dinajpur. The Daily Star. 14 січня 2021. Процитовано 12 червня 2022. (англ.) (англ.)
9. ↑  ASK (PDF). Abul Khair Steel. Архів оригіналу (PDF) за 20 жовтня 2019. Процитовано 12 червня 2022.
10. ↑   Abou us. abulkhairsteel.com. Abul Khair Steel. Процитовано 12 червня 2022.

| Прапор Бангладеш | Це незавершена стаття про Бангладеш. Ви можете допомогти проєкту, виправивши або дописавши її. |